# Monte Polà
Il Monte Polà (1742 m s.l.m.), è la montagna più elevata della provincia di Varese. Si trova sul confine tra l'Italia e la Svizzera.
Il monte Polà si trova sulla dorsale Lema/Tamaro.

## Accesso
Il sentiero di accesso parte da Ponte di Piero, frazione di Curiglia con Monteviasco, davanti alla stazione della funivia (549 m s.l.m.).